# 横浜訓盲学院
横浜訓盲学院（よこはまくんもうがくいん）は、神奈川県横浜市中区竹之丸にある私立特別支援学校。
視覚障害者を幼稚部から専攻科までを一貫して教育する。視覚障害者の特別支援学校では珍しく、キリスト教の教えに根ざした活動を行っている。
私立の学校法人だが、かつては航空事業を行っていたことでも知られている。

## 設置学部
- 幼小グループ（年少〜小3）
- 小中グループ（小4〜中3）
- 高等部
- 専攻科生活科
- 高等部理療科
  - 専攻科保健理療科
  - 専攻科理療科

## 沿革

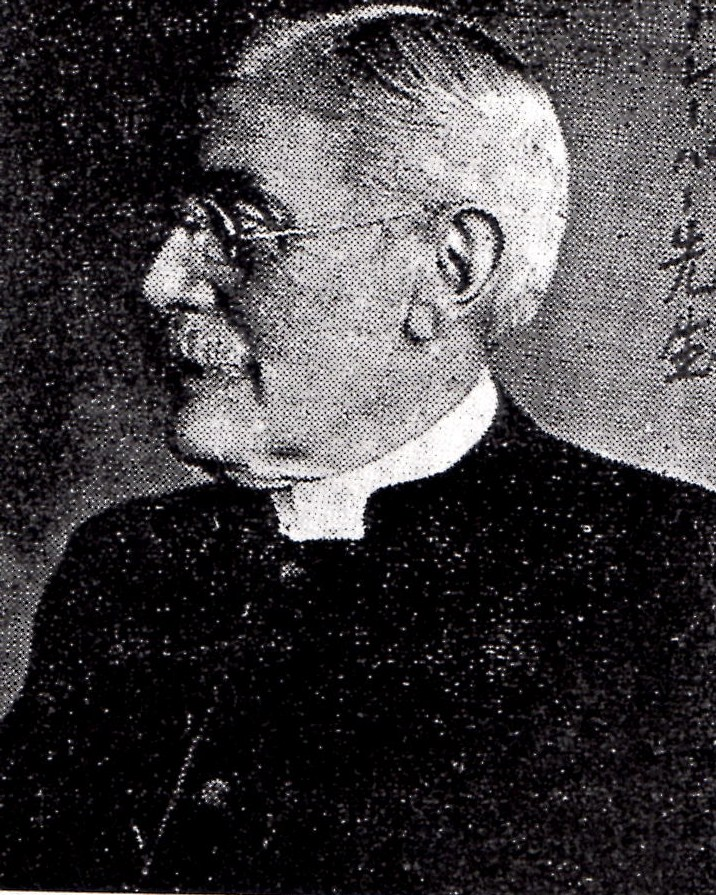
盲人福音会を創設したギデオン・ドレーパー

- 1889年 - ギデオン・ドレーパーによって盲人福音会として発足。
- 1900年 - 横濱基督教訓盲院に改称。
- 1913年 - 現在地に移転。
- 1914年 - 財団法人横濱基督教訓盲院に改称。
- 1924年 - 横濱訓盲院に改称。
- 1951年 - 学校法人横浜訓盲学院に組織変更し、高等部普通科を設置。
- 1952年 - 航空事業部を新設、翌1953年から北海道で不定期航空輸送を開始（1969年に横浜航空として独立）
- 1968年 - 高等部専攻科理療科を設置。
- 1973年 - 高等部保健理療科を設置。
- 2007年 - 高等部専攻科生活科を設置。
- 2011年 - 学院長に中澤惠江が就任。
- 2019年 - 学院長に津布工浩が就任。